# Perpetuum Mobile (album)
Perpetuum Mobile – album niemieckiej awangardowo-eksperymentalnej grupy Einstürzende Neubauten, wydany 9 lutego 2004 roku nakładem wytwórni Mute.

## Utwory
1. Ich gehe jetzt	- 3:31
2. Perpetuum Mobile	- 13:41
3. Ein leichtes leises Säuseln	- 4:31
4. Selbspotrait mit Kater -	6:12
5. Boreas	3:59
6. Ein seltener Vogel	- 9:14
7. Ozean und Brandung	- 3:44
8. Paradiesseits	- 4:07
9. Youme & Meyou	- 4:39
10. Der Weg ins Freie	- 4:04
11. Dead Friends (Around the Corner)	- 5:14
12. Grundstück	 - 3:41

## Skład
- Blixa Bargeld
- N.U. Unruh
- Alexander Hacke
- Jochen Arbeit
- Rudolf Moser